# Borganäs

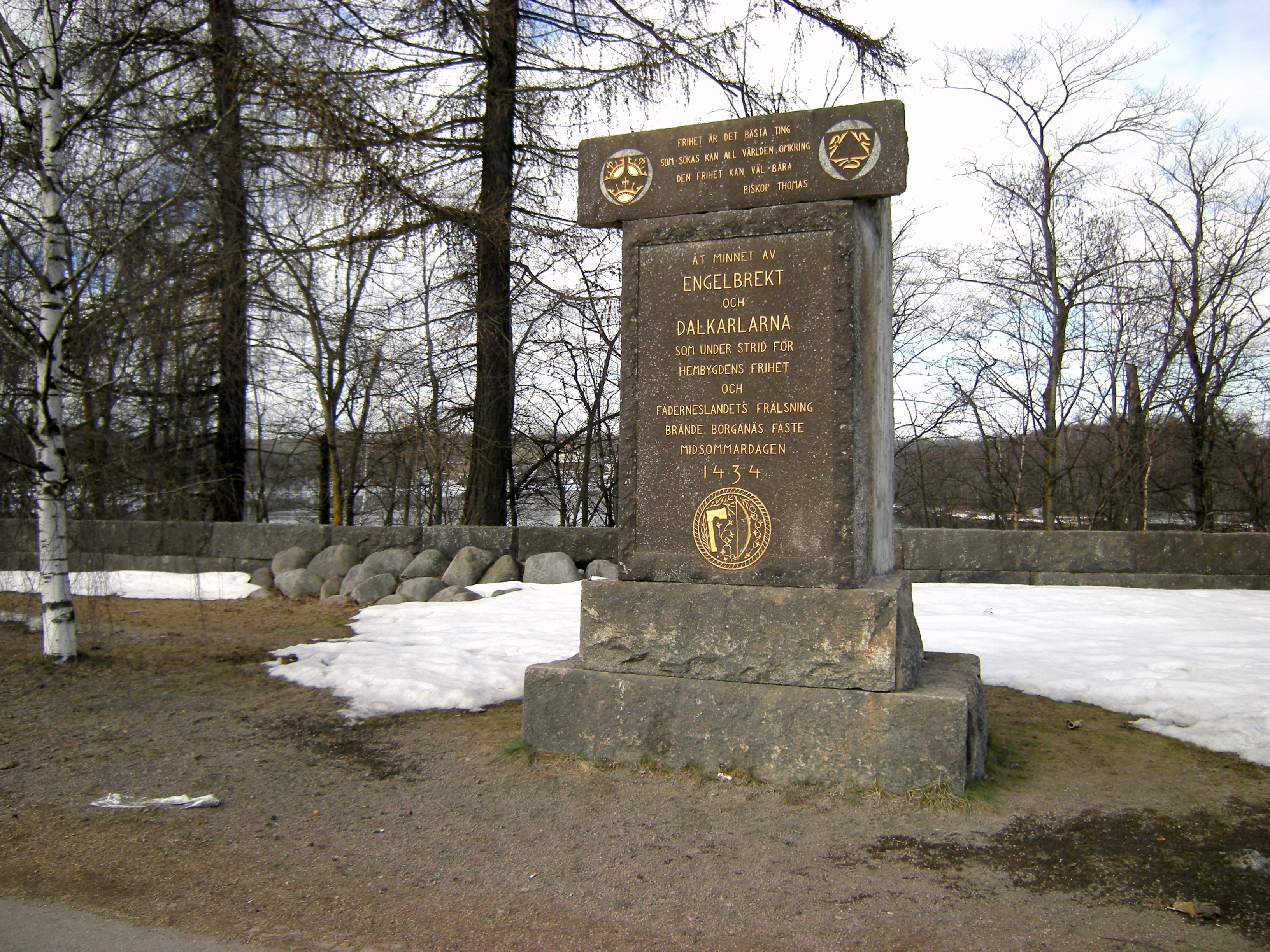
Monumentet vid Borganäs.

Borganäs var ett fäste på Dalälvens västra strand, mitt för Domnarvsforsen, i Stora Tuna socken i Dalarna. Borganäs brändes ned av Engelbrekt Engelbrektsson och hans dalkarlar midsommardagen 1434, i protest mot den danske fogden på borgen.
Själva borgen låg på en kulle och det enda som finns på denna plats idag är en minnessten. Idag ligger staden Borlänge kring borgplatsen, sedan staden vuxit under 1900-talet (se vidare om stadsdelen Domnarvet). 1985 gjordes en arkeologisk undersökning av kullen där Borganäs en gång låg.